# Sierra de la Giganta
A Sierra de la Giganta (nevének jelentése: az óriás(nő) hegysége) egy hegység Mexikóban, a Kaliforniai-félszigeten, legnagyobbrészt Déli-Alsó-Kalifornia állam területén. Legmagasabb pontja 1680 méteres.
A Bahía de Concepción öböltől északra kezdődő, dél felé a La Paz-i öbölig közel 400 km hosszan elnyúló hegylánc kiterjed Loreto, Mulegé, La Paz és Comondú községek területére, sőt, még az Alsó-Kalifornia államhoz tartozó Ensenada községbe is átnyúlik egy kicsit.
Mivel ez a terület a félsziget egyik legérintetlenebb része, a hegység élővilága igen értékes. Megtalálható itt a kanadai vadjuh egy endemikus alfaja éppúgy, mint az akár ezer évekig is elélő és igen kemény fájú Olneya tesota nevű növény. A félsziget egész déli részének vízellátásának egyik fő tényezője ez a hegység, ahol a nagyobb zivatarok után kialakuló időszakos patakok levezetik az összegyűlt vizet a partvidékek sivatagos területeire. A 20. század végén és a 21. század elején azonban az ember annyira beavatkozott a környék vízgazdálkodásába, hogy a kialakult egyensúly összeomlott, a mezőgazdasági területeket hatalmas szárazságok, a környező településeket vízhiányos időszakok sújtják.